# کش قلمان
روستای 《کش قلمان بالا》 با پهنه‌ای حدود ۶ کیلومتر در بخش مرکزی شهرستان میناب که در توابع بخش بندزرک قرار دارد و بلندی آن از سطح دریا حدود ۱۷متر است.

## جغرافیا
این روستا از سوی شمال به مرکز بخش بندزرک و از جنوب به روستای کش قلمان پایین، از غرب به روستای خلالنجی و از شرق به روستای گرازوئیه محدود است.
فاصله هوایی روستای کش قلمان بالا تا تهران ۱۰۹۸ کیلومتر و فاصله زمینی آن با تهران ۱۶۲۸ و تا بندرعباس ۱۲۲ کیلومتر است.

## جمعیت
روستایکش قلمان بالا در جدیدترین سرشماری نفوس و مسکن دارای ۸۹۴ نفر جمعیت بوده‌است.

## آب و هوا
آب و هوای این روستا گرم و مرطوب است، رطوبت هوا زیاد و هر چه به کرانه دریا نزدیک تر شویم اثر آن محسوس تر است. فاصلهٔ روستا تا دریا تقریباً ۱٫۵کیلومتر است و به نوعی روستای ساحلی نیز خوانده می‌شود. درجه حرارت گاهی به ۵۰ درجه بالای صفر می‌رسد. بیشترین درجه حرارت ۶/۴۷ و کمترین آن ۵/۶ و میانگین سالانه آن ۹/۲۶ درجه سانتی گراد گزارش شده‌است.

## اقتصاد
شغل مردم روستا اکثراً آزاد بوده (بنایی، ماهی گیری، کشاورزی، دامپروری و ...) و شغل خانم‌ها علاوه بر خانه دار بودن صنایع دستی متنوعی را نیز ساخته و به بازار عرضه می‌کنند از جمله صنایع دستی رو ستا می‌توان به گلابتون دوزی، جلبیر بافی (نوعی رو سری گل دار زیبا)، پیش بافی (نوعی جارو دستی)، پری بافی (نوعی سبد که محصول خرما را در آن ذخیره می‌کنند)، چیلک بافی (نوعی طناب که از برگ‌های درخت نخل درست می‌شود) و ...
مهمترین هنر دستی روستا گلابتون دوزی است.

## مردم
زبان مردم روستا محلی مینابی (مینوی) و بلوچی است.